# Saint-Quantin-de-Rançanne
Saint-Quantin-de-Rançanne település Franciaországban, Charente-Maritime megyében. Lakosainak száma 263 fő (2022. január 1.). Saint-Quantin-de-Rançanne Belluire, Champagnolles, Givrezac, Mazerolles, Pons, Saint-Palais-de-Phiolin és Tanzac községekkel határos.

## Népesség
A település népessége az elmúlt években az alábbi módon változott:
| Lakosok száma | 320  | 256  | 282  | 264  | 290  | 290  | 268  | 256  | 254  | 263  |
|               | 1968 | 1982 | 1990 | 2006 | 2013 | 2015 | 2017 | 2019 | 2020 | 2022 |